# Cali Open 2024 - Doppio
Il doppio del torneo di tennis professionistico Cali Open 2024, facente parte della categoria Challenger 75 nell'ambito dell'ATP Challenger Tour 2024, si è giocato dal 16 al 22 settembre a Cali, in Colombia. Tra le coppie partecipanti erano assenti Guido Andreozzi e Cristian Rodríguez, i detentori del titolo.
In finale Juan Carlos Aguilar e Conner Huertas Del Pino hanno sconfitto Juan Sebastián Gómez e Johan Alexander Rodríguez con il punteggio di 5–7, 6–3, [10–7].

## Teste di serie
1. Boris Arias /  Federico Zeballos (semifinale)
2. Orlando Luz /  Santiago Fa Rodríguez Taverna (semifinale)

1. Scott Duncan /  Hunter Reese (primo turno)
2. Mateus Alves /  Daniel Dutra da Silva (quarti di finale)

## Wildcard
1. Juan Sebastián Gómez /  Johan Alexander Rodríguez (finale)

1. Alejandro Arcila /  Samuel Heredia (quarti di finale)

## Alternate
1. Wilson Leite /  José Pereira (primo turno)

## Tabellone

### Legenda
| - Q = Qualificato - WC = Wild card - LL = Lucky loser | - ALT = Alternate - SE = Special Exempt - PR = Protected Ranking | - w/o = Walkover - r = Ritirato - d = Squalificato |

|  | Primo turno | Primo turno                   | Primo turno                   | Primo turno | Primo turno |  |  | Quarti di finale | Quarti di finale              | Quarti di finale          | Quarti di finale              | Quarti di finale          |   |      | Semifinali | Semifinali                                  | Semifinali            | Semifinali                                     | Semifinali |   |     | Finale | Finale | Finale | Finale | Finale |  |
|  |             |                               |                               |             |             |  |  |                  |                               |                           |                               |                           |   |      |            |                                             |                       |                                                |            |   |     |        |        |        |        |        |  |
|  | 1           | B Arias F Zeballos            | 6                             | 6           | [10]        |  |  |                  |                               |                           |                               |                           |   |      |            |                                             |                       |                                                |            |   |     |        |        |        |        |        |  |
|  |             | M Dellien JC Prado Ángelo     | 4                             | 78          | [7]         |  |  | 1                | B Arias F Zeballos            | B Arias F Zeballos        | B Arias F Zeballos            | w/o                       |   |      |            |                                             |                       |                                                |            |   |     |        |        |        |        |        |  |
|  |             | G Bueno Á Guillén Meza        | 3                             | 7           | [10]        |  |  |                  | G Bueno Á Guillén Meza        | G Bueno Á Guillén Meza    | G Bueno Á Guillén Meza        |                           |   |      |            |                                             |                       |                                                |            |   |     |        |        |        |        |        |  |
|  | Alt         | W Leite J Pereira             | 6                             | 5           | [7]         |  |  |                  |                               |                           |                               |                           |   |      | 1          | B Arias F Zeballos                          | 6                     | 4                                              | [8]        |   |     |        |        |        |        |        |  |
|  | 4           | M Alves D Dutra da Silva      | M Alves D Dutra da Silva      | 6           | 6           |  |  |                  |                               |                           | JC Aguilar C Huertas del Pino | 2                         | 6 | [10] |            |                                             |                       |                                                |            |   |     |        |        |        |        |        |  |
|  |             | E Couacaud R Olivo            | E Couacaud R Olivo            | 3           | 4           |  |  | 4                | M Alves D Dutra da Silva      | 6                         | 3                             | [8]                       |   |      |            |                                             |                       |                                                |            |   |     |        |        |        |        |        |  |
|  |             | JC Aguilar C Huertas del Pino | JC Aguilar C Huertas del Pino | 6           | 6           |  |  |                  | JC Aguilar C Huertas del Pino | 3                         | 6                             | [10]                      |   |      |            |                                             |                       |                                                |            |   |     |        |        |        |        |        |  |
|  |             | A Collarini G Villanueva      | A Collarini G Villanueva      | 3           | 4           |  |  |                  |                               |                           |                               |                           |   |      |            | Juan Carlos Aguilar Conner Huertas del Pino | 5                     | 6                                              | [10]       |   |     |        |        |        |        |        |  |
|  | WC          | A Arcila S Heredia            | A Arcila S Heredia            | 78          | 6           |  |  |                  |                               |                           |                               |                           |   |      |            |                                             | WC                    | Juan Sebastián Gómez Johan Alexander Rodríguez | 7          | 3 | [7] |        |        |        |        |        |  |
|  |             | I Carou F Mena                | I Carou F Mena                | 6           | 3           |  |  | WC               | A Arcila S Heredia            | 7                         | 1                             | [9]                       |   |      |            |                                             |                       |                                                |            |   |     |        |        |        |        |        |  |
|  | WC          | JS Gómez JA Rodríguez         | 2                             | 6           | [10]        |  |  | WC               | JS Gómez JA Rodríguez         | 61                        | 6                             | [11]                      |   |      |            |                                             |                       |                                                |            |   |     |        |        |        |        |        |  |
|  | 3           | S Duncan H Reese              | 6                             | 3           | [2]         |  |  |                  |                               |                           |                               |                           |   |      | WC         | JS Gómez JA Rodríguez                       | JS Gómez JA Rodríguez | 6                                              | 6          |   |     |        |        |        |        |        |  |
|  |             | T Farjat F Roncadelli         | T Farjat F Roncadelli         | 3           | 2           |  |  |                  |                               | 2                         | O Luz S Rodríguez Taverna     | O Luz S Rodríguez Taverna | 2 | 3    |            |                                             |                       |                                                |            |   |     |        |        |        |        |        |  |
|  |             | L Aboian V Aboian             | L Aboian V Aboian             | 6           | 6           |  |  |                  | L Aboian V Aboian             | L Aboian V Aboian         | L Aboian V Aboian             |                           |   |      |            |                                             |                       |                                                |            |   |     |        |        |        |        |        |  |
|  |             | L Britto A Urrea              | L Britto A Urrea              | 4           | 2           |  |  | 2                | O Luz S Rodríguez Taverna     | O Luz S Rodríguez Taverna | O Luz S Rodríguez Taverna     | w/o                       |   |      |            |                                             |                       |                                                |            |   |     |        |        |        |        |        |  |
|  | 2           | O Luz S Rodríguez Taverna     | O Luz S Rodríguez Taverna     | 6           | 6           |  |  |                  |                               |                           |                               |                           |   |      |            |                                             |                       |                                                |            |   |     |        |        |        |        |        |  |